# Ivan Gornik
Ivan Gornik, slovenski kritik, * 7. julij 1845, Hrovača pri Ribnici, † po 18. marcu 1889, Celovec.

## Življenje
Rodil se je materi Ani Oražem in očetu Janezu Gorniku. Med letoma 1858 in 1867 je obiskoval ljubljansko gimnazijo, zaradi siromaštva in slabega zdravja pa študija ni nadaljeval. Po maturi si je v Krškem poiskal zasebno službo, leta 1869 pa je postal rudniški uradnik na Prevaljah. Poleg uradniškega dela je študiral zgodovino, filozofijo in literaturo ter opravljal različne javne posle. Leta 1876 se je poročil z Nemko in dobil sina Fritza, leta 1887 pa je bil kot dopisnik industrijske družbe premeščen v Celovec. Zaradi preobilnega dela je tam začel telesno in duševno hirati.

## Delo
Siromaštvo ga je odtujilo od sošolcev, spoprijateljil se je le s Cimpermanom in ga spodbujal pri pesnjenju in prevajanju, preko njega pa je tudi komuniciral s Stritarjem. V višji gimnaziji je na razpravah deželnega zbora poslušal Bleiweisa, Costo, Tomana in Auersperga in si o njih ustvarjal svojo sodbo, zavzemal pa se ni za nobeno stranko. Bil je svobodomiseln,  prebujajoče se slovenstvo ga ni pritegnilo. Raje je prebiral priznana svetovna dela v nemščini, ki mu je bolj ustrezala kot slovenščina. 
Ko se je leta 1876 Cimperman odločil za prevod Goethejevega Fausta, se je Gornik začel zanimati za slovensko slovstvo in prijatelja ves čas spodbujal pri delu. Leta 1877 je v nemščini napisal prvo obširnejšo kritiko Tugomera, ki ni bila objavljena, saj se je Stritarju zamerilo, da ni pisal v slovenščini in da je obšel narodnospodbudno razsežnost slovenske književnosti. Ob prebiranju Stritarjevega Zvona je Gornik premišljal o zakonih klasične estetske teorije in dramaturgije ter kritiziral slovenske pisatelje in njihove junake. Napisal je oceno Kersnikovega romana Na Žerinjah in ostro sodil Jurčičevega Ivana Erazma Tattenbacha. Ocene je podal tudi h Kodrovim, Tavčarjevim in Kersnikovim knjigam ter Celestinovi razpravi Naše obzorje. Ker njegovih kritik na Slovenskem niso želeli objaviti, je razmišljal, da bi jih objavil na Hrvaškem, a do tega ni prišlo.

## Zanimivost
Ime Ivan Gornik je kot psevdonim uporabljal pesnik Fran Gestrin. Gornik je bilo tudi ilegalno ime narodnega heroja Staneta Žagarja.